# طويل الشويخ (الرقة)
طويل الشويخ قرية سورية تتبع ناحية سلوك في منطقة تل أبيض في محافظة الرقة. بلغ عدد سكانها 805 نسمة في عام 2004 حسب إحصاء المكتب المركزي للإحصاء.